# Hispophora amica
Hispophora amica là một loài bướm đêm trong họ Geometridae.